# Günter Saalmann
Günter Saalmann (* 29. Juni 1936 in Waldbröl; † 30. November 2024 in Chemnitz) war ein deutscher Schriftsteller und Musiker.

## Leben
Günter Saalmann wurde in Waldbröl im Oberbergischen Kreis geboren. Er studierte nach dem Abitur Slawistik in Leipzig, konnte sein Studium aber aus politischen Gründen nicht beenden. Er arbeitete als Straßenbahnschaffner und Sachbearbeiter, erwarb an der Abendschule einen Facharbeiterbrief als Gebrauchswerber und schrieb Liedertexte. 1962 legte er die Berufsmusikerprüfung als Jazz-Posaunist ab.
Von 1973 bis 1976 absolvierte er ein Studium am Institut für Literatur „Johannes R. Becher“. Ab 1978 trat er zusammen mit dem Jazzgitarristen Helmut „Joe“ Sachse auf; 1983 wurde dieses Programm bei Litera als LP veröffentlicht (Po(e)saunenstunde für Kinder von 92 bis 174 cm). Er schrieb Kinder- und Jugendbücher und übersetzte auf Russisch geschriebene Literatur. Sein Roman Umberto führte zu internationaler Bekanntheit; so stand er auf der Ehrenliste des Österreichischen Kinder- und Jugendbuchpreises. In der Zeit der politischen Wende der DDR war er Wortführer im Neuen Forum Chemnitz.
Günter Saalmann arbeitete als freischaffender Autor und Musiker in Chemnitz. Er veröffentlichte Prosa und Lyrik. Einzelne Werke von ihm wurden u. a. ins Französische und Spanische übersetzt. Er war Mitglied im Sächsischen Schriftstellerverein e. V. und Vorstandsmitglied im VS (Verband deutscher Schriftsteller) Sachsen.
Saalmann war verheiratet. Am 30. November 2024 starb er im Alter von 88 Jahren in Chemnitz.

## Werke (Auswahl)
- Das Vorbild mit dem Schnauzebart, Kinderbuchverlag Berlin, 1978
- Sieben Löffel Pudding und andere Geschichten um Ulrike und Jörg, Kinderbuchverlag Berlin (Die kleinen Trompeterbücher Band 131), 1978
- Streit um Legohr, Kinderbuchverlag Berlin, 1981
- Die Spielkiste, Karl Nitzsche Verlag, Niederwiesa 1982
- Ein Rucksack voll Ukraine, Kinderbuchverlag, Berlin 1986
- Umberto, Kinderbuchverlag Berlin, 1987
- Mops Eisenfaust, Kinderbuchverlag Berlin 1991; Neuausgabe unter dem Titel Der Blindgänger. Justus im Krieg, Hamburg 1994
- Am Katzentisch, Arena Verlag, Würzburg 1991
- Füchse, Fez & Firlefanz, Rowohlt Verlag, Berlin 1992 (Bilder von Klaus Ensikat)
- Zu keinem ein Wort! Ein Kriminalfall, Kinderbuchverlag Berlin, 1993
- Der Räuber mit den großen Koffern. Ein Kinderroman, Kinderbuchverlag Berlin, 1994 (illustriert von Klaus Vonderwerth)
- Fernes Land Pa-isch, Erika Klopp Verlag, München 1994
- Stärker als mein Nachbar. Kindergeschichten für (Groß)Eltern, Chemnitzer Verlag, Chemnitz 1996
- Ich bin der King, Ravensburger Verlag, Ravensburg, 1997
- Leselöwen – Lehrergeschichten, Loewe Verlag, Bindlach 2000
- Leselöwen – Geschichten von Schulfreunden und Streichen, Loewe Verlag, Bindlach 2000
- Besuch im Großen Zoo. Reime, Rätsel, Gedichte aus 3 Jahrzehnten für Kinder von 92 - 174 Zentimeter, für Erwachsene ab 3 ausgelesene Bücher, Edition digital, Pinnow 2011
- Fiedlerin auf dem Dach. Roman, Eichenspinner Verlag, Chemnitz 2014

## Preise und Auszeichnungen (Auswahl)
- Rotes Flügelpferd des Kinderbuchverlages Berlin, 1978
- Kulturpreis des Bezirkes Karl-Marx-Stadt (heute Chemnitz), 1986
- Erich-Weinert-Medaille, 1988
- Maxim-Gorki-Preis der Ibby-Sektionen der Ostblockländer, 1989
- Das rote Tuch, 1992